# Ridens
Ridens este un gen de fluturi din familia Hesperiidae. 

## Specii
- Ridens allyni Freeman, 1979 Mexic, Guatemala
- Ridens bidens Austin, 1998 Brazilia (Rondônia).
- Ridens biolleyi  (Mabille, 1900) Costa Rica
- Ridens bridgmani (Weeks, 1902) Ecuador, Bolivia, Brazilia
- Ridens crison  (Godman & Salvin, [1893])
- R. crison crison Guatemala, Mexic
- R. crison cachinnans  (Godman, 1901) Panama
- R. crison howarthi  Steinhauser, 1974  El Salvador
- Ridens fieldi Steinhauser, 1974 Guatemala
- Ridens fulima Evans, 1952 Brazilia (Espírito Santo)
- Ridens fulminans  (Herrich-Schäffer, 1869) Mexic  până în Brazilia
- Ridens harpagus (C. & R. Felder, 1867) Columbia
- Ridens mephitis  (Hewitson, 1876) Mexic, Panama, Peru, Bolivia, Venezuela
- Ridens mercedes  Steinhauser, 1983 Mexic
- Ridens miltas (Godman & Salvin, [1893])  Mexic
- Ridens nora Evans, 1952 Peru
- Ridens pacasa (Williams, 1927) Bolivia
- Ridens panche  (Williams, 1927) Columbia
- Ridens philistus  (Hopffer, 1874)
- R. philistus philistus Peru
- R. philistus philia    Evans, 1952 Columbia
- Ridens ridens  (Hewitson, 1876) Panama  până în Brazilia
- Ridens telegonoides  (Mabille & Boullet, 1912) Columbia
- Ridens toddi Steinhauser, 1974 El Salvador
- Ridens tristis  (Draudt, [1922]) Bolivia, Peru